# راخاتا
راخاتا (به لاتین: Rakhata) یک منطقهٔ مسکونی در روسیه است که در داغستان واقع شده‌است.